# Beno Hofman
Beno Hofman (Workum, 16 juli 1954 – Groningen, 28 december 2023) was een Nederlandse historicus en televisiepresentator, die vooral in Groningen actief was. Hij werd bekend door zijn gedegen en soms humoristische bijdragen aan lokale en regionale RTV-zenders, waarvan sommige ook nationale en internationale erkenning kregen. Daarnaast verzorgde hij historische  publicaties en rondleidingen.

## Persoonlijk
Op verschillende manieren trad Beno Hofman in de voetsporen van zijn voorouders. Zo ging hij na zijn studie in Amsterdam naar de plek waar al zeven generaties lang leden van de familie Hofman woonden: de Hortusbuurt in Groningen. Bovendien stond hij in de geweldloze traditie van zijn doopsgezinde familie. Deze traditie stond een praktiserende principiële geweldloosheid voor, wat dienstweigering impliceerde. Dit komt sinds de zestiende eeuw voor in de doperse of doopsgezinde stroming van de reformatie. Zijn voorouders waren o.a. Zwitserse doopsgezinden die om die reden in de 18e eeuw uit Zwitserland naar Nederland vluchtten. Sinds begin 19e eeuw maakte de Hofman familie deel uit van de Verenigde Doopsgezinde Gemeente Groningen. Zijn vader - doopsgezind predikant  - was net als alle anderen uit die familie (op één na) eveneens pacifist.
Nog voor hij zich liet dopen weigerde Hofman dienst en hij werd actief in de Doopsgezinde Vredesgroep. Hij bleef ook later vrijwilliger voor de organisatie die gewetensbezwaarden ondersteunen in andere landen waar geen beroep op gewetensbezwaren mogelijk is. Daarnaast zette hij zich in algemene zin in voor de doopsgezinden in Nederland door hoofdredacteur te worden van het landelijk orgaan  'Algemeen Doopsgezind Weekblad' en door - met tussenpozen - het voorzitterschap van de Doopsgezinde Gemeente Groningen te bekleden, de laatste drie jaar - tot aan zijn overlijden - voor de tweede maal.
In zijn publicaties, o.a. in de filmpjes op de lokale zender OOG-TV was vaak een doopsgezind gebouw, object  of personage het onderwerp. En nog in 2022 en 2023 besteedde hij een 7-tal lezingen aan speciale orgels in doopsgezinde kerken in de provincie Groningen en aan maatschappelijk en cultureel invloedrijke doopsgezinde personen en families, waaronder diverse personen uit de Mesdag familie, Leutscher familie en Hesselink familie. Er zouden in 2024 nog lezingen hebben moeten volgen over de Van Houten familie en de Huizinga's. 
Ter gelegenheid van de vredesweek 2023 ging één van zijn laatste lezingen over de 'werdegang' van en Hofmans persoonlijk engagement in de 20ste-eeuwse vredesbeweging.

## Carrière
Eind jaren '70 studeerde hij af in historische geografie aan de Universiteit van Amsterdam, maar vanwege zijn wortels in het noorden trok hij naar Groningen. In de jaren '80 en '90 was Beno Hofman leraar op de Leon van Gelder middenschool in Groningen, waar hij de vakken aardrijkskunde en Mens & Maatschappij doceerde. Maar al snel begon hij zich te manifesteren als publicist op het gebied van stads- en wijkgeschiedenis met bijzondere belangstelling voor bouwhistorie en stadsvorming en altijd gebaseerd op eigen archiefonderzoek. Hij begon te schrijven voor huis-aan-huisbladen en lokale en regionale kranten, zoals De Groninger Gezinsbode, Het Groninger Dagblad, de Ommelander Courant, het Nieuwsblad van het Noorden en, later, het Dagblad van het Noorden. In dat laatste blad kreeg hij vanaf begin jaren 2000 een rubriek die hij noemde Hofmans vertellingen. Zijn bijdragen daarin liepen meestal parallel aan het thema van een aflevering van zijn televisieprogramma Beno's Stad voor de lokale omroep OOG-tv, waarvan er uiteindelijk 400 zouden komen. Het was hierdoor dat hij zijn grootste bekendheid kreeg, nog versterkt door radio- en tv-programma's die hij voor de regionale omroep RTV Noord maakte. Mede omdat veel van zijn boekprojecten voortkwamen uit opdrachten van de Gemeente Groningen groeide hij uiteindelijk uit tot een ware, zij het inofficiële, stadshistoricus. Als waardering voor dit werk ontving Hofman in 2010 de Erepenning van de stad Groningen.
In 2012 startte hij samen met Kirsten Otten het schrijverscollectief Hofman & Ko.

## OOG - Beno's Stad
Voor de lokale zender OOG TV maakte Hofman samen met cameraman Jeen de Vos vanaf 1997 een programma dat tussen 1998 tot 2010 Beno's Stad zou heten. Hierin lichtte hij elke week de geschiedenis van Groningen toe aan de hand van een actueel thema. Een vast onderdeel van het programma waren korte sketches, waarin Hofman op slapstickachtige wijze historische gebeurtenissen uitbeeldde. Op 1 juli 2010 werd de vierhonderdste en laatste aflevering van Beno's Stad uitgezonden. Daarna werd het programma op woensdag uitgezonden op het digitale themakanaal Geschiedenis 24 in een regionaal blok. 
Beno's Stad won tijdens het OLON Air-festival op 17 december 2005 de eerste prijs in de categorie 'beste televisieprogramma'. Het programma werd vervolgens afgevaardigd naar het 12e Internationale Festival voor Lokale Televisie in Košice, waar het de 'Prijs van de stad Košice' won voor "de levendige en nuttige manier waarop de geschiedenis van Groningen werd verteld", goed voor een derde plaats. Op het 14e festival in Košice in 2008 herhaalde Beno's Stad dit succes. In datzelfde jaar werd Hofman door de lezers van het Dagblad van het Noorden uitgeroepen tot Stadjer van het Jaar.

## RTV Noord
Ook voor RTV Noord maakte Hofman verschillende documentaires, zoals de serie Plaatselijke Tijd, die hij in 2005 presenteerde met Cunera van Selm.
Begin 2023 kwam daar de tiendelige podcastserie Het Verhaal van Groningen bij, waarin Hofman verschillende deskundigen interviewde in de provincie Groningen en daar op geheel eigen wijze een verhaal van maakte.
Eerder, sinds 2000, had hij een radiocolumn op Radio Noord, waarin hij op donderdagochtend een historisch verhaal vertelde.

## Stadsprojecten
Tijdens de coronacrisis startte Hofman in samenwerking met Mirre van de Klok het project De Stadswandeling. Dit initiatief, ontwikkeld als reactie op de lockdowns en maatregelen tijdens de crisis, was bedoeld om de kijkers van OOG TV een extra ervaring te bieden. In de stad Groningen zijn ruim 100 tekstborden van Hofmans hand te vinden bij historische monumenten ('stadsmonumenten'), doorgaans met een verhaal over hun geschiedenis.

## Publicaties en lezingen
Hofman verzorgde lezingen en rondleidingen in de stad Groningen. Daarnaast verschenen vele publicaties van zijn hand over de Groningse historie, zowel in kranten als in boekvorm.

## Overlijden
Hofman overleed op 28 december 2023 op 69-jarige leeftijd na een kort ziekbed. Hij leed aan alvleesklierkanker. Zaterdagmiddag 6 januari 2024 werd hij, in relatief besloten kring, in zijn 'eigen' doopsgezinde kerk aan de Oude Boteringestraat, herdacht, in een dienst geleid door ds. Nick Everts. Op 13 januari 2024 werden ter nagedachtenis aan Hofman de klokken van de Martinitoren in Groningen geluid. Beiaardier Maurits Bunt bracht een speciaal eerbetoon door het nummer Testament van Bram Vermeulen te spelen op het carillon. Daarnaast werd die dag een herdenkingsdienst gehouden in de Nieuwe Kerk, bijgewoond door ongeveer vierhonderd mensen, onder wie vrienden, familie, en prominente Groningers fans . 
Zijn as is begraven op de Noorderbegraafplaats. In mei 2025 werd er ter nagedachtenis aan hem een monument in het Noorderplantsoen geplaatst - genaamd Beno's bron - op steenworp afstand van het huis waar hij lange tijd woonde. 
Het kunstwerk symboliseert een gemetselde put van door Groningers gedoneerde bijzondere stenen, waarin een jonge lindeboom is geplant.

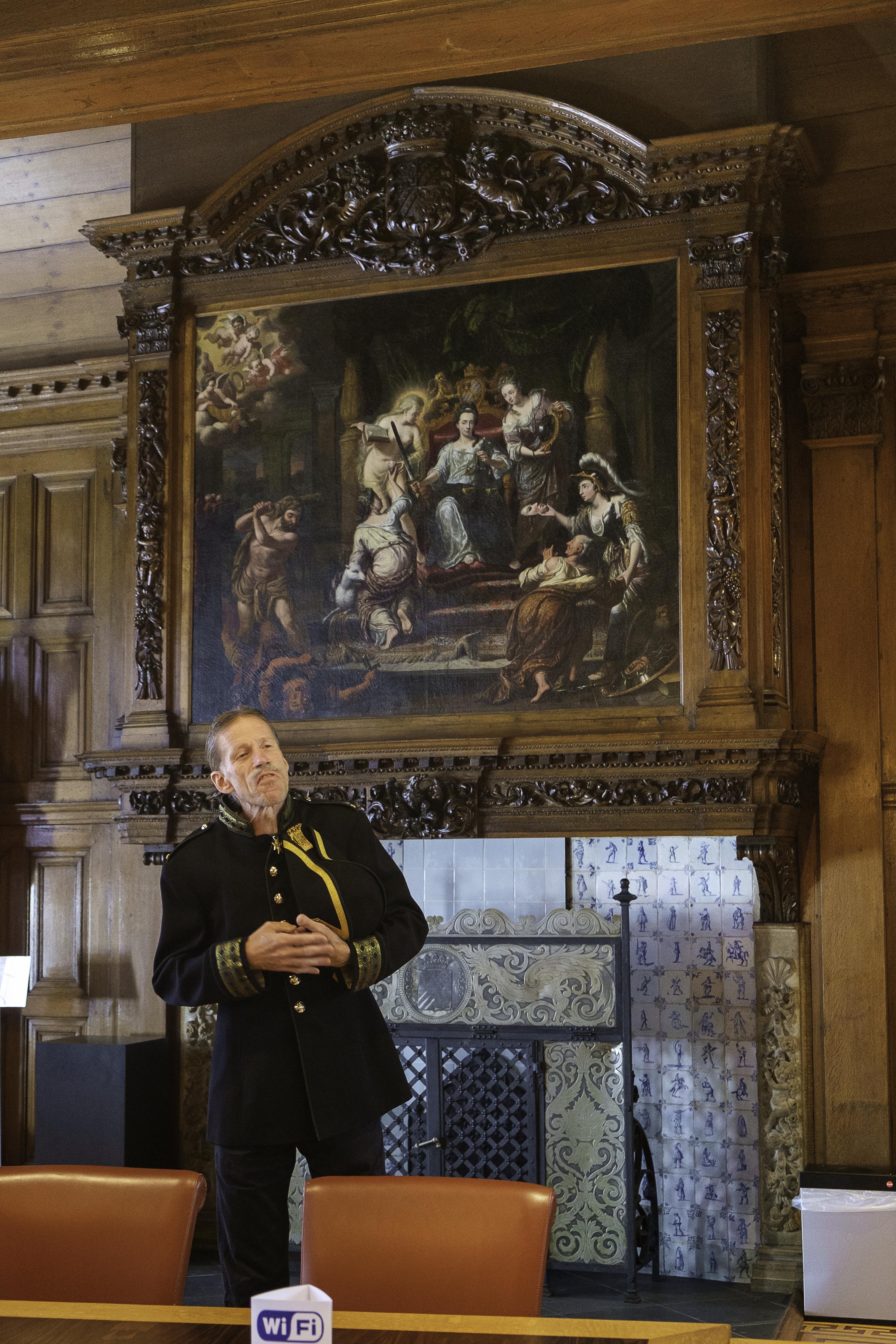
Beno Hofman als Carel Coenraad Geertsema in het provinciehuis van Groningen tijdens Monumentendag 2016.
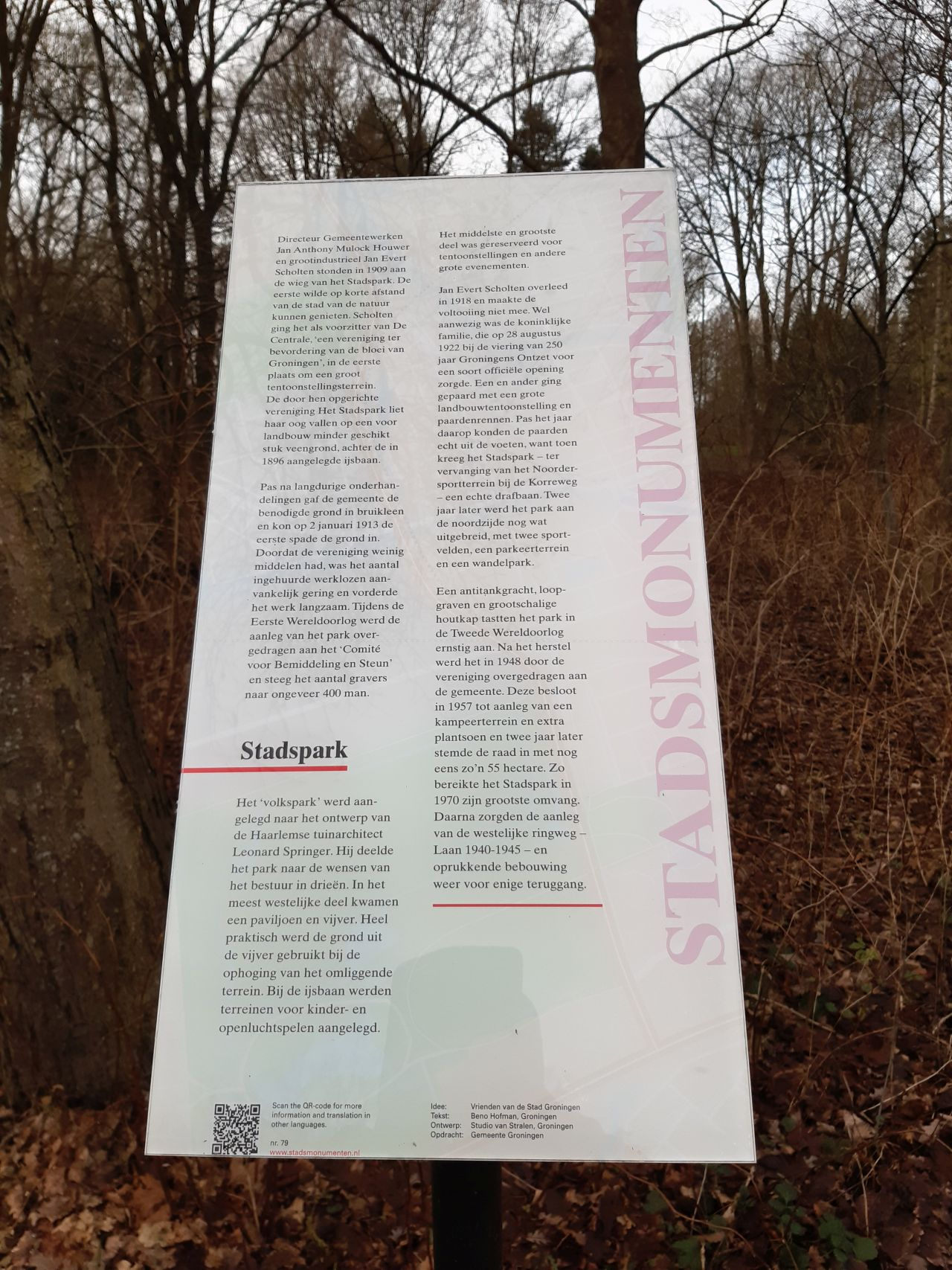
Stadsmonument - bordje met tekst door Beno Hofman in Stadspark Groningen